# Tereska
Tereska est une localité polonaise de la gmina de Margonin, située dans le powiat de Chodzież en voïvodie de Grande-Pologne.